# 特別警備隊 (警視庁)

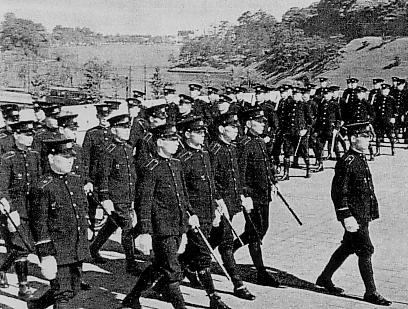
分列行進する特別警備隊

特別警備隊（とくべつけいびたい）は、内務省警視庁に設置されていた警察部隊。
集団警備力として1933年（昭和8年）10月25日に設置され、1944年（昭和19年）に警備隊に改編されて解体された。第二次世界大戦後の警視庁予備隊、後の機動隊の源流とされている。愛称は昭和の新選組。

## 来歴
大正時代より、各地の警備隊が新選組と呼称された例が度々あった。
昭和に入って、血盟団事件（1932年）、五・一五事件（1932年）、神兵隊事件（1933年）など、大きな社会不安を生じさせるテロリズムが続発したにもかかわらず、このような事態に即応できる集団警備組織が存在しなかった。例えば警視庁管内では、1931年中に発生した突発的警察事故74件のうち、当務員召集の暇なく警戒できなかったもの24件、当務員を召集して警戒したものの不十分であったもの26件、当務員を召集して辛うじて警戒し得たもの23件、当務員召集に加えて応援を得て警戒し得たもの1件であり、警備力不足が課題となっていた。
このことから全国警察部長（現在の警察本部長）会議では、警視総監・警察部長直属の集団警備力として「特別警察隊」の創設を検討していた。内務省警保局（現在の警察庁に相当）では、まず東京・大阪・京都への創設を視野に、警保局の宮野警務課長と警視庁の三島警務部長が中心となって具体的立案に着手した。そして1933年（昭和8年）4月、編成決定。同年10月1日、訓令甲第85号に基づき、警視庁警務部において宮脇倫警視の指揮下に設置されたのが本部隊である。宮脇は「初代近藤勇」と紹介された。

## 編制

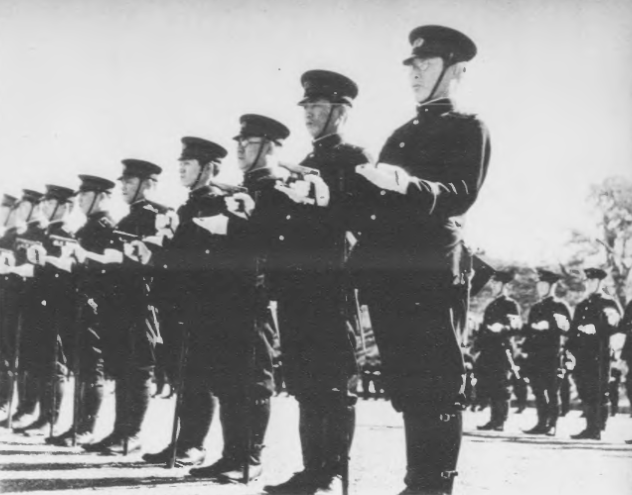
点検において拳銃を取り出した特別警備隊

隊員は、勤務成績の良い柔道・剣道の有段者から選抜されており、特に困苦欠乏にも堪えうることが求められていた。人員は307名（隊長たる警視1名、警部6名、警部補14名、巡査部長26名、巡査260名）であり、本部及び四個中隊（各70名）で編制された。当初は本部および各警察署に分散配備されていたが、1934年3月25日、警視庁本部中庭に鉄筋コンクリート構造、2階建て、建坪1,155平方メートルの庁舎が完成し、以後はこちらに駐屯した。
装備としては、一般の警察官がサーベルを佩用していたのに対し、特別警備隊では拳銃および短剣が装備されていた。また服制面でも、常時革ゲートルを佩用したほか、場合によって防弾衣を着用するなどの差異があった。

### 個人装備
- 短剣：消防官や水上警察勤務の警察官が使用するもの。
- 警杖
- 自動式拳銃（FN ブローニングM1910）
- 捕縄
- 警笛
- 革脚絆

### 部隊装備
- 鉄帽
- 防弾衣
- 手投げ催涙弾
- 自動車
  - 隊長用自動車1台
  - 隊員輸送車（普通車）2台
  - 特殊輸送車（定員40名）1台
  - 貨物自動車1台

## 活動史
行幸啓の警衛、国葬、大衆運動の警備、災害時の救助活動等に従事して集団警備力を発揮し、「昭和の新選組」、「警官の華」の通称で広く市民からも親しまれた。1936年（昭和11年）7月25日に上野動物園からクロヒョウが脱走した事件では2個中隊が出動し、朝日新聞に「新撰組二個中隊出動」と報じられている。
また同年の二・二六事件の直前には、軍の不穏な動きに対し、特別警備隊に機関銃を装備して対抗することも検討されていたが、実現しないままに事件発生を迎えた。当日は第3中隊（中隊長 堀江末吉警部）が宿直であったが、26日午前5時頃、内閣総理大臣官邸から直通の非常ベルが鳴り、「ただいま軍隊が…」と告げたところで通信が途切れたことから、待機の第1小隊（小隊長 野老山幸風警部補）に堀江警部が同行して出動したものの、既に官邸は占拠されて前には重機関銃が据えられており、野老山警部補と小隊長伝令（金井巡査）は兵士との押し問答の中で拳銃を奪われそうになり、金井巡査は銃剣で大腿部を傷つけられたうえ、突破を諦めて帰隊しようとする両名は背後から銃撃されて、近くの外務大臣官邸に退避する状況であった。
野老山小隊の出動直後より、警視庁庁舎付近にも反乱部隊が進出し、機関銃を庁舎に向けて包囲の態勢をとっていた。部隊を指揮した野中大尉は「我々は警視庁に敵対するものではない。ただ特別警備隊の出動を阻止するものだ」と語った。当時の隊長は二代目の岡崎英城警視で、官舎で庁舎からの電話を受けたのちに軍の遮断線を突破して登庁しており、特別警備隊を含む在庁員を把握するとともに、野中大尉との交渉や外部との連絡を行っていたが、反乱軍と鎮圧軍の交戦が発生した場合を考慮して在庁員を退去させることになり、28日午後10時に特別警備隊を殿として丸の内警察署へ移動した。翌29日午前5時、特別警備隊は丸の内署を出発して庁舎に到着、内部を検索して異状を認めなかったことから、隊長以下を招じ入れて通常の警戒態勢に入った。
第二次世界大戦が激化し、日本本土空襲が始まると、特別警備隊は空襲のつど被災地へ出動して、警備・救護にあたった。その後、1944年4月12日、勅令第243号により主要な府県に警備隊が設置されることとなり、同年4月21日付で警視庁警備隊が発足し、特別警備隊はこれに発展的に解消して廃止された。